# Морсбі (острів)
Морсбі (англ. Morseby Island) — другий за розмірами острів у складі архіпелагу Хайда-Гваї, тридцять другий у Канаді та 132-й у світі.

## Географія
Острів Морсбі розташований за 120 км на захід від міста Принс-Руперт, за 770 км на північ від міста Ванкувер. На крайньому півдні острова та на 138 дрібних островах знаходиться національний парк Гваї Гаанас.
Площа острова становить 2608 км². Довжина берегової лінії — 1180 км. Найвища точка «Гора Де-ла-тух» — 1123 метри над рівнем моря.
| Клімат бухти Сьюелл     | Клімат бухти Сьюелл | Клімат бухти Сьюелл | Клімат бухти Сьюелл | Клімат бухти Сьюелл | Клімат бухти Сьюелл | Клімат бухти Сьюелл | Клімат бухти Сьюелл | Клімат бухти Сьюелл | Клімат бухти Сьюелл | Клімат бухти Сьюелл | Клімат бухти Сьюелл | Клімат бухти Сьюелл | Клімат бухти Сьюелл |
| Показник                | Січ.                | Лют.                | Бер.                | Квіт.               | Трав.               | Черв.               | Лип.                | Серп.               | Вер.                | Жовт.               | Лист.               | Груд.               | Рік                 |
| Абсолютний максимум, °C | 16,5                | 16,5                | 18,5                | 23                  | 28                  | 34,5                | 26,5                | 27                  | 25                  | 20                  | 16                  | 14,5                | 34,5                |
| Середній максимум, °C   | 6,6                 | 7                   | 8                   | 10,6                | 13,4                | 15,6                | 17,2                | 18                  | 16,1                | 12,1                | 8,8                 | 7,5                 | 11,7                |
| Середня температура, °C | 3,9                 | 4,2                 | 4,7                 | 6,8                 | 9,4                 | 12,1                | 13,9                | 14,5                | 12,6                | 9,1                 | 6                   | 4,7                 | 8,5                 |
| Середній мінімум, °C    | 1,2                 | 1,4                 | 1,3                 | 2,9                 | 5,4                 | 8,5                 | 10,4                | 10,8                | 8,9                 | 6                   | 3,1                 | 1,9                 | 5,2                 |
| Абсолютний мінімум, °C  | −11                 | −7                  | −8                  | −3                  | −2                  | 2,5                 | 4                   | 5,5                 | 1                   | −3                  | −7,5                | −11                 | −11                 |
| Норма опадів, мм        | 746.4               | 579.1               | 555.5               | 447.4               | 300.4               | 234.7               | 155.9               | 286.7               | 431.1               | 789.2               | 858.4               | 940                 | 6324.8              |
| ----------------------- | ------------------- | ------------------- | ------------------- | ------------------- | ------------------- | ------------------- | ------------------- | ------------------- | ------------------- | ------------------- | ------------------- | ------------------- | ------------------- |
| Джерело: Weatherbase    |                     |                     |                     |                     |                     |                     |                     |                     |                     |                     |                     |                     |                     |

## Історія
Острів було називано на честь Фейрфакса Морсбі (англ. Fairfax Moresby) контрадмірала Королівського флоту Великої Британії.
Морсбі знаходиться у сейсмічній зоні. Потужний землетрус стався у 1949 році, останній потужний землетрус магнітудою 7,7 бала — 27 жовтня 2012 року.

## Населення
Населення острова становило приблизно 297 осіб на 2011 рік. Єдине селище Сендспіт (англ. Sandspit) розташоване у північно-східній частині острова.